# آرناس فداراویچیوس
آرناس فداراویچیوس (لیتوانیایی: Arnas Fedaravičius؛ زادهٔ ۲۱ ژوئن ۱۹۹۱) بازیگر اهل لیتوانی است. وی از سال ۲۰۱۳ میلادی تاکنون مشغول فعالیت بوده است. او ناهمرنگی عنبیه دارد و یکی از چشمانش سبز و دیگری قهوه‌ای است. وی مدتی با بازیگر آمریکایی امراود توبیا در رابطه بود.
از فیلم‌ها یا برنامه‌های تلویزیونی که وی در آن نقش داشته است می‌توان به کد مرگبار، شورش، آخرین پادشاهی، چرخ زمان و وایت لوتوس اشاره کرد. وی همچنین در بازی‌های ویدئویی حماسه جنگ تمام‌عیار: تاج‌وتخت‌های بریتانیا، جنگ تمام‌عیار: وارهمر ۳ صداپیشگی کرده است.